# Josef Ferstl
Josef Ferstl, född 29 december 1988, är en tysk alpin skidåkare som debuterade i världscupen den 23 februari 2007 i Garmisch-Partenkirchen i Tyskland. Hans första pallplats i världscupen kom när han vann tävlingen i Super-G den 15 december 2017 i Val Gardena i Italien. I och med segern blev han också den förste manlige tysk att vinna en världscuptävling i en fartgren på 13 år.